# László Kovács (kameraman)
László Kovács (14. května 1933 Cece, Maďarsko – 22. července 2007 Beverly Hills, USA) byl maďarsko-americký kameraman a filmař, který ovlivnil vznik tzv. „Americké nové vlny“ v 70. letech, kdy spolupracoval s režiséry jako Peter Bogdanovich, Richard Rush, Dennis Hopper, Norman Jewison a Martin Scorsese. Mezi jeho nejuznávanější snímky patří např. Bezstarostná jízda nebo Malé životní etudy.